# Спенсер, Джон (ум. 1586)
Сэр Джон Спенсер (англ. John Spencer; 1524 — 8 ноября 1586) — английский землевладелец, политический деятель, шериф, рыцарь, и член парламента. Ранний представитель рода Спенсеров.

## Биография
Единственный сын сэра Уильяма Спенсера (ок. 1496—1532), владельца поместий Уормлитон (Уорикшир) и Элторп (Нортгемптоншир), и его жены, Сьюзан Найтли, дочери сэра Ричарда Найтли из Фавсли (Нортгемптоншир). Вероятно, он учился в Мидл-Темпле.
В 1532 году после смерти своего отца Джон унаследовал его владения в графствах Нортгемптоншир и Уорикшир. В 1553 году он был посвящён в рыцари.
Джон Спенсер занимал должность высшего шерифа Нортгемптоншира в 1551—1552, 1558—1559, 1571—1572 и 1583—1584 годах. Избирался депутатом от Нортгемптоншира в 1554 и 1558 годах.

## Семья
Сэр Джон Спенсер в 1545 году женился на Кэтлин Китсон, дочери сэра Томаса Китсона (1485—1540) из Лондона и Хенгрейв-Холла в графстве Саффолк. У них было пять сыновей и шесть дочерей, из которых наиболее известны:
- Сэр Джон Спенсер (ум. 1600), унаследовал от отца имения Уормлитон[англ.] и Элторп
- Элис Спенсер (ок. 1556—1637), 1-й муж с 1579 года Фердинандо Стэнли, 5-й граф Дерби (1559—1594), сын Генри Стэнли, 4-го графа Дерби, и леди Маргарет Клиффорд, 2-й муж с 1600 года Томас Эгертон, 1-й виконт Брекли (1540—1617), сын сэра Ричарда Эгертона и Элис Спарк.
- Сэр Уильям Спенсер (ок. 1552—1609), владелец имения Ярнтон в графстве Оксфордшире. Его сын Томас Спенсер (1585—1622) был депутатом и получил в 1611 году титул баронета Спенсера из Ярнтона.
- Сэр Ричард Спенсер (1553—1624). Его сын Джон Спенсер (ум. 1633) был владельцем имения Оффли в графстве Хартфордшире и в 1627 году получил титул баронета Спенсера из Оффли.

Сэр Джон Спенсер скончался 8 ноября 1586 года и был похоронен вместе с женой Кэтрин Китсон в церкви Святой Девы Марии в Грейт-Брингтоне (приходская церковь имения Элторп). Ему наследовал его старший сын, сэр Джон Спенсер (ок. 1549—1600). Он был прямым предком премьер-министра сэра Уинстона Спенсера Черчилля и леди Дианы Спенсер, принцессы Уэльской.